# Nahetal-Waldau
Nahetal-Waldau est une commune allemande indépendante de Thuringe située dans l'arrondissement de Hildburghausen. La commune été formée en 1996 par la réunion de cinq anciennes communes. 

## Géographie

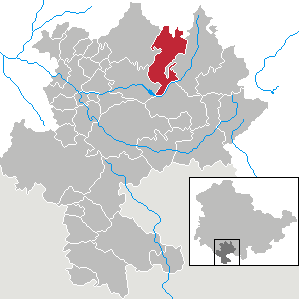
Situation de la commune (en rouge) dans l'arrondissement de Hildburghausen

Nahetal-Waldau est située dans le nord de l'arrondissement, à la limite avec l'arrondissement d'Ilm et la ville libre de Suhl, dans la Parc naturel de la forêt de Thuringe. Elle est partagée entre la vallée de la Nahe, affluent de la Schleuse où se trouvent les villages de Hinternah et Schleusingerneundorf et la vallée de la Schleuse où se trouvent Waldau et Oberrod.
Le siège de la commune est situé dans le village de Hinternah, à 16 km au nord de Hildburghausen, le chef-lieu de l'arrondissement et à 3 km à l'est de Schleusingen. 
La commune est formée des cinq villages suivants : Hinternah, Oberrod, Schleusingerneundorf, Silbach et Waldau.
Communes limitrophes (en commençant par le nord et dans le sens des aiguilles d'une montre) : ville de Suhl, Frauenwald, Neustadt am Rennsteig, Schleusegrund, Auengrund, ville de Schleusingen et St. Kilian.

## Histoire

Armes de Hinternah

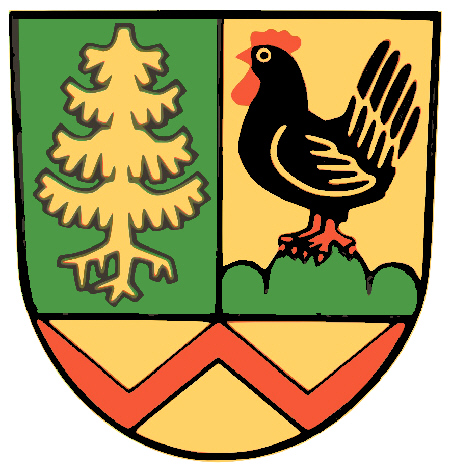
Armes de Waldau

Hinternah est attesté pour la première fois en 1189. Le village tire son nom de la rivière Nahe qui le traverse, il est au Moyen Âge la propriété des comtes de Henneberg. Les monastères de Veßra et Frauenwald y possèdent aussi des biens. Hinternah perd les deux tiers de sa population pendant la Guerre de Trente Ans et ne retrouve son niveau de peuplement qu'au milieu du XIXe siècle, la population y vit de l'élevage, de la sylviculture et des scieries s'y installent, de même qu'une verrerie et une usine de fers à repasser. En 1911, le village compte 1 177 habitants.
La commune de Hinternah forme avec celle de Schleuserneundorf la nouvelle commune de Nahetal en 1993.
Oberrod apparaît en 1299, c'est alors un gué sur la Schleuse. La chapelle St Wolfgang y est construite en 1491.
La fondation de Schleuserneundorf date du XVIe siècle lorsque les comtes de Henneberg y installent des colons pour exploiter les forêts. Des moulins y fonctionnent très vite et une verrerie voit le jour (elle sera active jusque dans les années 1930).
Silbach est fondée par les seigneurs de Kühndorf en 1251.
Waldau est signalé en 1299. C'est alors une halte sur le Hohe Straße qui relie Nuremberg et Leipzig. L'église y est construite en 1624.
Les cinq villages de la commune de Nahetal-Waldau ont appartenu au comté de Henneberg, puis au duché de Saxe-Zeitz après 1660, ainsi qu'à l'Électorat de Saxe à partir de 1718.. En 1815, ils sont incorporés au royaume de Prusse (cercle de Schleusingen) jusqu'en 1945.
La région est occupée en 1945 par les troupes américaines qui cèdent la place en juillet aux Russes. Les différentes communes intègrent alors la Zone d'occupation soviétique puis en 1949, la République démocratique allemande (RDA) dans l'arrondissement de Suhl. 
Après la réunification de 1989, elles rejoignent en 1994 le land de Thuringe recréé et l'arrondissement de Hildburghausen mais, dès 1996, la nouvelle commune de Nahetal-Waldau est formée par l'union des communes de Hinternah, Oberrod, Schelusingerneundorf, Silbach et Waldau.

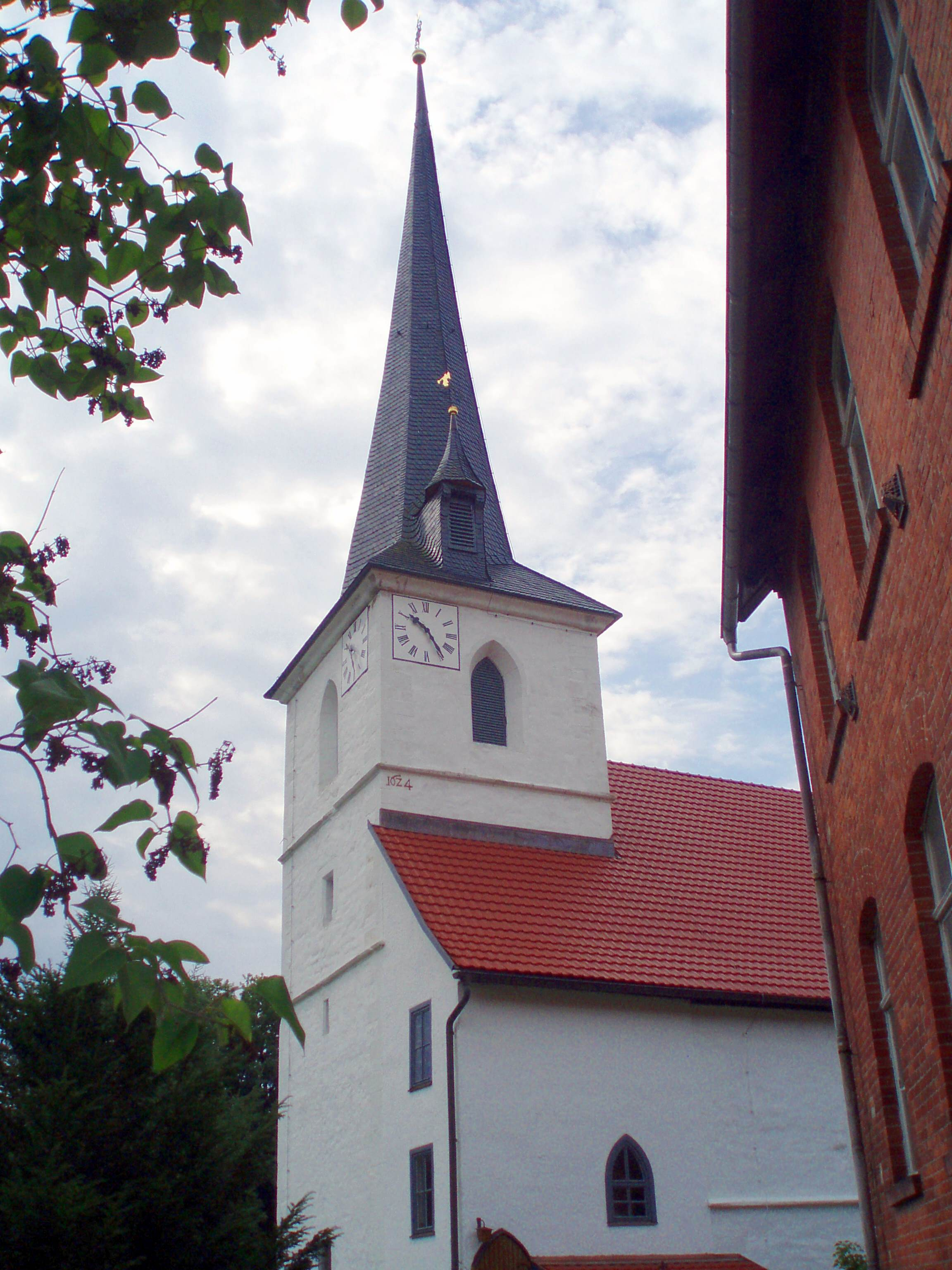
l'église de Waldau

## Démographie
Commune de Nahetal-Waldau dans ses dimensions actuelles :
| 1910  | 1933  | 1939  | 1996  | 2000  | 2005  | 2011  |
| ----- | ----- | ----- | ----- | ----- | ----- | ----- |
| 2 575 | 2 990 | 3 143 | 3 499 | 3 490 | 3 393 | 3 146 |

## Politique
Le bourgmestre de Nahetal-Waldau élu en 2009 est M. Thomas Franz du SPD.
Aux élections municipales du 7 juin 2009, les résultats obtenus ont été les suivants :
| Parti      | Nombre de conseillers | Pourcentage de voix |
| ---------- | --------------------- | ------------------- |
| SPD        | 10                    | 60,4 %              |
| FWG Waldau | 3                     | 20,5 %              |
| CDU        | 2                     | 19,1 %              |

## Communications

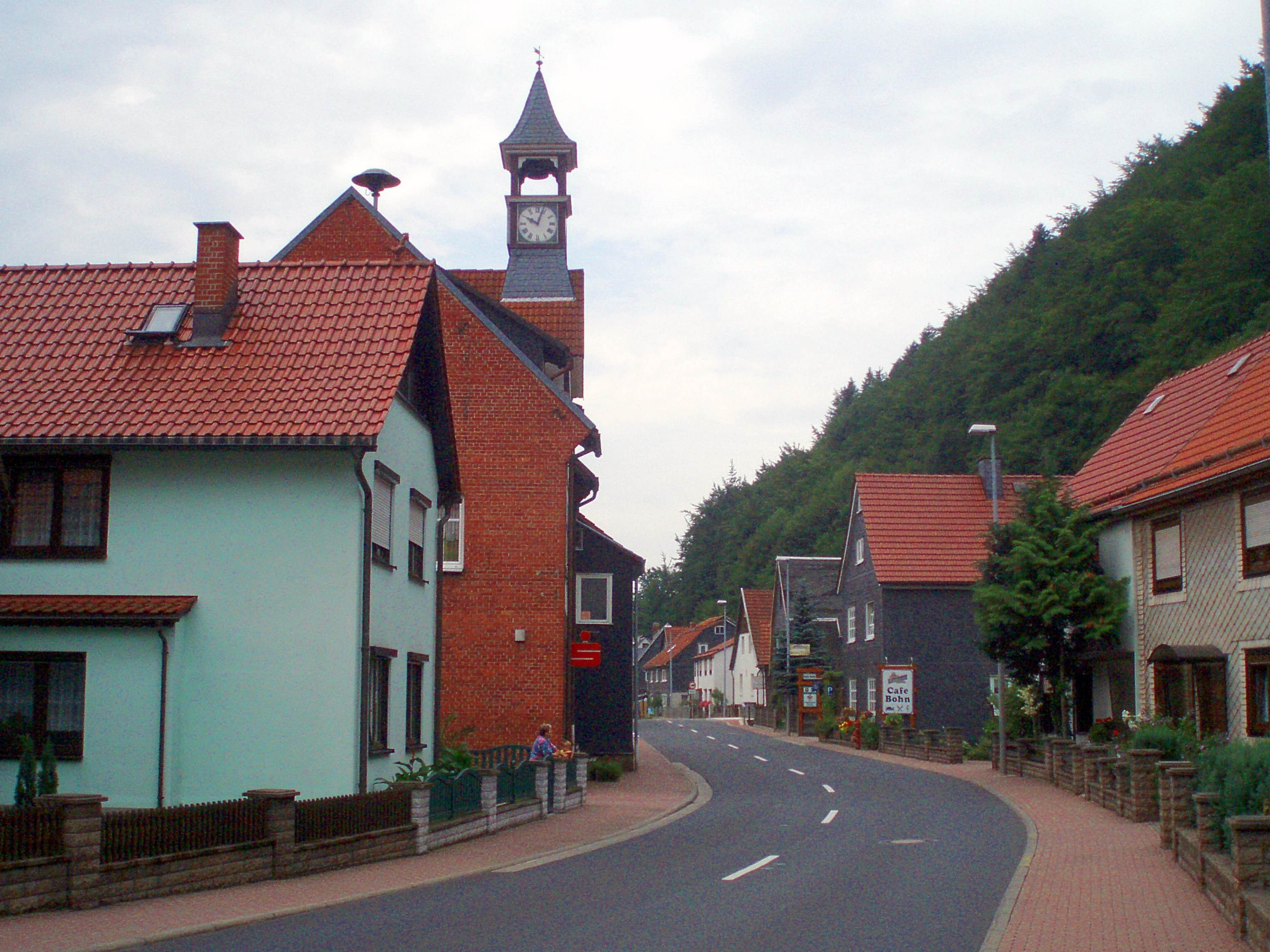
La route L3004 dans sa traversée de Schleusingerneundorf

### Voies ferrées
La Rennsteigbahn construite entre 1879 et 1904 qui reliait Themar et Plaue à travers la forêt de Thuringe n'a plus aujourd'hui de service commercial régulier de passagers. Seule subsiste une exploitation touristique de la ligne sur certains tronçons, notamment entre Themar et Ilmenau.

### Routes
La commune est traversée par l'autoroute A73 Suhl-Cobourg-Nuremberg et desservie par l'échangeur n°4 de Schleusingen.
La route régionale L3004 (ancienne nationale N4) Schleusingen-Ilmenau-Erfurt traverse les villages de Hinternah et Schleusingerneundorf.
La L2638 relie Hinternah et Waldau.
La L1137 relie Waldau avec Masserberg et la L1142 Waldau avec Oberrod et Schleusingen.